# Rosema albiceps
Rosema albiceps är en fjärilsart som beskrevs av Max Wilhelm Karl Draudt 1934. Rosema albiceps ingår i släktet Rosema och familjen tandspinnare. Inga underarter finns listade.